# Ken Carson (rapper)
Ken Carson, pseudonimo di Kenyatta Lee Frazier Jr (Atlanta, 11 aprile 2000), è un rapper e produttore discografico statunitense.

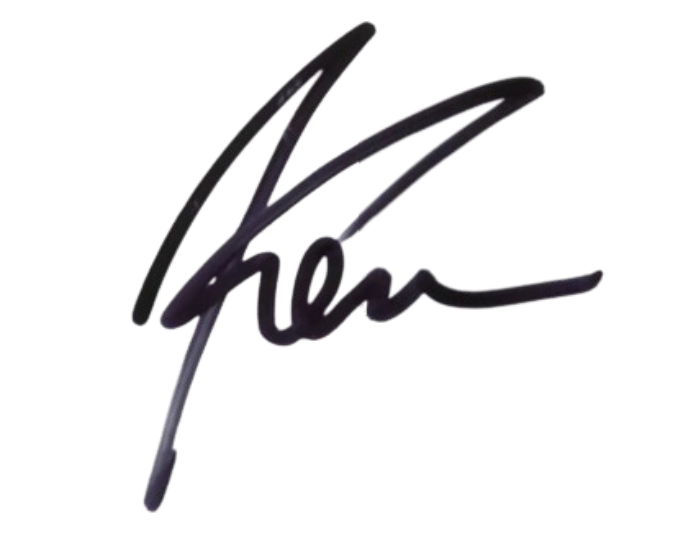
Firma di Ken Carson

Il suo album More Chaos ha raggiunto la prima posizione nella Billboard 200.

## Carriera

### Esordio
Alle superiori Frazier fece amicizia con un ragazzo che diventerà in seguito il suo produttore principale, Lil 88, il quale era nipote del noto produttore TM88, membro del collettivo 808 Mafia, nel quale entra nel 2015 come rapper, iniziando però a pubblicare musica su SoundCloud solo dal 2016. Dopo aver guadagnato popolarità nella scena rap underground, nel 2019, dopo aver fatto amicizia con il rapper Playboi Carti l’anno precedente, firma per la sua etichetta, Opium.

### 2020-2023:Boy Barbie,Teen X,Project X,X
Sotto Opium ha pubblicato due EP nel 2020: Boy Barbie il 12 maggio e Teen X il 14 agosto, quest’ultimo gli permette di tornare a farsi notare nella scena underground. Il 2 gennaio 2021 ha pubblicato un sequel di quest’ultimo, Teen X: Relapsed, prima di far uscire il suo album di debutto in studio Project X il 23 luglio. L'8 luglio 2022 esce il suo secondo album in studio X che raggiunge la posizione numero 115 della Billboard 200. Nell'ottobre 2022 ha collaborato con l’amico e rapper SoFaygo, nel singolo Hell Yeah per l'album di quest’ultimo, Pink Heartz, accompagnato da un video musicale. Il 31 ottobre 2022 Ken Carson ha pubblicato una versione deluxe del suo album X intitolata XTENDED, insieme ad un video musicale su YouTube per la canzone MDMA con la partecipazione del rapper Destroy Lonely. Il 13 gennaio 2023 pubblica su YouTube il video musicale di Freestyle 2.

### 2023-presente:A Great ChaoseMore Chaos
Il 14 febbraio pubblica i need u, unico singolo estratto dal suo terzo album in studio  A Great Chaos, pubblicato il 13 ottobre 2023, che vede la presenza dei rapper Lil Uzi Vert e Destroy Lonely e che raggiunge l'undicesima posizione della Billboard 200. Successivamente il 5 luglio 2024 pubblica la versione deluxe del suo album A Great Chaos, contenente 7 nuove tracce tra cui la attesa canzone Sydney Sweeney, ora chiamata ss, e il singolo Overseas, uscito precedentemente l'11 aprile 2024. Il 31 ottobre del 2024 pubblica il singolo delusional  assieme a un video musicale. Il giorno 11 Aprile 2025 Ken pubblica il suo quarto album in studio More Chaos, nel quale il rapper mostra l'evoluzione e la maturazione del sound nato col suo progetto precedente. Un'ora dopo la pubblicazione dell'album il rapper pubblica una canzone bonus, assieme ai rapper Destroy Lonely e Playboi Carti, intitolata Off The Meter. Quest'ultima segna per il rapper un traguardo importante, in quanto è la prima canzone pubblicata insieme a Playboi Carti, il fondatore dell'etichetta Opium (etichetta discografica). Il 15 Aprile pubblica su YouTube il video musicale della traccia Lord Of Chaos. More Chaos è il suo primo album a raggiungere il primo posto nella Billboard 200 con 59.500 copie vendute.

## Discografia

### Album in studio
- 2021 – Project X
- 2022 – X
- 2023 – A Great Chaos
- 2025 – More Chaos

### EP
- 2020 – Boy Barbie
- 2020 – Teen x
- 2021 – Lost Files
- 2021 – Teen X: Relapsed

### Mixtape
- 2021 – Lost Files 2
- 2022 – Lost Files 3
- 2023 – Lost Files 4